# Маратефтико
Маратефтико (известен также как бамбакада) — сорт чёрного винограда, используемый для производства красных вин.

## География
Описан в Средних веках. В конце 1980-х годов усилиями Акиса Замбартаса был обнаружен на частном винограднике в Пицилии, области, расположенной в горах к северу от Лимассола. Выращивается практически исключительно на Кипре.

## Основные характеристики
Сила роста лозы средняя. Гроздь средняя или мелкая конической формы. Ягоды средней величины, округлые, сине-фиолетовые. Урожайность этого сорта винограда сильно зависит от условий, но как правило не высока.  Имеет только женские цветы. Сложный в агротехнике сорт винограда.

## Применение
Сорт является основой  для создания  вин: сухих, столовых. 